# قصة رومانسية حقيقية (رواية)
قصة رومانسية حقيقية (بالإنجليزية: True Romance)‏ هي رواية للكاتبة الإنجليزية هيلين زاهافي، نشرت عام 1994، عن دار نشر سيكر آند واربورغ.